# Champasak-Stadion
Das Champasak-Stadion oder Champassack-Stadion ist ein Stadion in Pakse, Laos. Es liegt unmittelbar nördlich des Daoruang-Marktes. Das Stadion verfügt über einen Rasenplatz und eine Laufbahn. Genutzt wird es für Spiele des örtlichen IDESA Champasak United FC sowie für Konzerte und offizielle Feiern. Zunächst gab es 5.000 Sitzplätze, 2010 wurde die Kapazität auf 11.000 Zuschauerplätze erweitert.
Das Stadion wurde nach der Provinz Champasak, deren Hauptstadt Pakse ist, benannt.